# Amy Steel
Alice Amy Steel (Pensilvania, 3 de mayo de 1960) es una actriz estadounidense de cine y televisión, también conocida como Amy Steel Pulitzer. Es quizá más conocida por su papel de Ginny Field en la película de terror de 1981, 'Friday the 13th Part 2'. Se le ofreció la oportunidad de volver a interpretar el papel en la tercera película en la taquillera saga, pero fue convencida por su agente de rechazar la oferta en aquel entonces. Steel también es protagonista de la película de terror 'April Fool's Day'.
Sus numerosas funciones incluyen una temporada en la telenovela de CBS 'Guiding Light' como Trudy Wilson de 1980-1981, y como Peggy Warner en 'All My Children' en 1980. Steel también participó en la efímera serie de televisión 'The Powers of Matthew Star' junto a Peter Barton, que llegó a aparecer en 'Friday the 13th: The Final Chapter'. Steel ha sido invitada en series de televisión diferentes, incluyendo 'Siete novias para siete termanos', Lazos familiares', 'CHiPs', 'The A-Team', 'Chicago Hope', 'Quantum Leap', 'Millennium' y 'JAG'.
En estos días Amy permanece ocupada por el cuidado de su familia y como actriz de doblaje ocasionalmente en anuncios. Actualmente está estudiando en la universidad. Ella tiene dos hijas.

## Filmografía
- Su Nombre es Jason (2009)
- Un Tiempo para Recordar (2003) (TV)
- Tycus (2000) (TV)
- Valerie Flake (1999)
- Perry Mason: The Case of the Reckless Romeo (1992) (TV)
- Camina Como un Hombre (1987)
- April Fool's Day (1986)
- First Steps (1985)
- Exposed (1983)
- Friday the 13th Part 2 (1981)
- Ángeles gordos (Fat Angels) (1981)